# 蒂雷纳自由镇
蒂雷纳自由镇（義大利語：Villafranca Tirrena），是意大利西西里大区墨西拿廣域市的一个市镇。总面积14.34平方公里，人口8957人，人口密度624.6人/平方公里（2009年）。ISTAT代码为083105。